# Sagittarius A Est
Sagittarius A Est (également abrégé en Sgr A Est ou Sgr A E) est un rémanent de supernova situé dans la constellation du Sagittaire (coordonnées J2000 : ascension droite 17h 45 m 47s, déclinaison -29° 00') et localisé près du centre de notre galaxie, dans la source d'ondes-radio Sagittarius A.